# Xã Arenac, Michigan
Xã Arenac (tiếng Anh: Arenac Township) là một xã thuộc quận Arenac, tiểu bang Michigan, Hoa Kỳ. Năm 2010, dân số của xã này là 903 người.